# Ostiglia
Ostiglia (lombardul: Ustìlia) település Olaszországban, Lombardia régióban, Mantova megyében. Lakosainak száma 6628 fő (2023. január 1.). Ostiglia Casaleone, Gazzo Veronese, Melara, Serravalle a Po, Borgocarbonara, Cerea és Borgo Mantovano községekkel határos.

## Népesség
A település lakossága az elmúlt években az alábbi módon változott:
| Lakosok száma | 6838 | 6741 | 6628 |
|               | 2017 | 2018 | 2023 |